# Висока пословна школа струковних студија Нови Сад
Висока пословна школа струковних студија једна је од високих школа у Новом Саду. Налази се у улици Владимира Перића Валтера 4.

## Историјат

### Виша економско–комерцијална школа
Виша економско–комерцијална школа у Новом Саду (ВЕКШ) је основана 1959. године као резултат уочених потреба за кадровима економске струке са високом и вишом стручном спремом у АП Војводини. Рад је отпочела у просторијама Школе ученика у привреди „Ђорђе Зличић” на Лиману у сали од сто двадесет седишта и учионици од шездесет седишта. Постојеће просторије су биле нефункционалне за извођење наставе па је иницирана изградња нове школске зграде која је завршена крајем 1964. Прве школске 1959—1960. године је уписано сто петнаест редовних и триста тридесет и пет ванредних студената. Због великог интересовања у наредним годинама се настава, поред матичне институције у Новом Саду, за потребе ванредних студената одвијала у низу места у Војводини и ван ње.

### Виша школа за организацију и информатику
Виша школа за организацију и информатику (ВШОИ) је настала из Више школе за организацију рада из Крања која је у сарадњи са новосадским Покрајинским центром за образовање кадрова у привреди 1963—1964. организовала наставу у Новом Саду. Године 1966. је формирана радна јединица у Новом Саду, а наредне је основана Виша школа за организацију рада која је образовала стручњаке из научних области организације и информатике.

### Виша и висока пословна школа
Виша пословна школа је основана 1996. спајањем Више економско–комерцијалне школе и Више школе за организацију и информатику. Године 2002. је уведен трогодишњи наставни план. Свој данашњи организациони облик је добила 2007. након што је успешно спровела први циклус акредитације установе и основних и специјалистичких струковних студијских програма у складу са Болоњским процесом. Од тада ради под називом Висока пословна школа струковних студија. Данас садржи основне струковне студије Финансије и банкарство, Туризам и хотелијерство, Трговина и међународно пословање, Пословна информатика и Финансије и банкарство, мастер струковне студије Међународно пословање и финансије, Менаџмент маркетингом у туризму и Менаџмент и бизнис и кратки студијски програм Савремено управљање пословањем.